# Deutz 545
De Deutz 545 is een type direct omkeerbare, door lucht gestarte, viertakt, langzaam lopende scheepsmotor van het Duitse merk Deutz AG.
De Deutz 545 wordt veel gebruikt in de Europese binnenvaart.